# Březohorský hřbitov
Březohorský hřbitov je druhý městský hřbitov v Příbrami, v části Březové Hory, které byly do roku 1953 samostatným městem.

## Historie
V roce 1879 bylo na Březových Horách povoleno zřízení samostatné farní expozitury, byla dokončena přestavba kostela sv. Prokopa a založen březohorský hřbitov, který byl spolu s kostelem sv. Prokopa vysvěcen v říjnu 1879. Kříž ve středu hřbitova má datum 29. října 1879.
Na hřbitově byl dodatečně vztyčen památník 319 horníků, kteří zahynuli při požáru v dole Marie 31. května 1892 (jednalo se tehdy o nejvyšší počet obětí důlního neštěstí v historii). Horníci byli nejprve pohřbeni (z hygienických důvodů) v hromadných hrobech, které byly na Městském hřbitově překryty jinými hroby a na Březohorském hřbitově zůstal hromadný hrob zachován. Památníky tvoří dvoukomorové hrobky s antikizujícím litinovým obeliskem vyrobeným z umělecké litiny v železárnách v Komárově, C. k. ministerstvo orby je nechalo vyrobit roku 1893. K přesunům hrobů do hrobek však nedošlo ani na Březových Horách ani na Panské louce, kam byla pohřbena těla pěti horníků z důlního neštěstí na dole Anna v roce 1946.
Kromě horníků a dalších lidí bylo na hřbitově pochováno i 21 ze 183 italských uprchlíků z frontové oblasti při vyhlášení první světové války z údolí Valle di Ledro, kteří zde zemřeli v letech 1915–1919, než se z českých obcí mohli vrátit domů (další také na hřbitově v Příbrami a v dalších obcích). Na konci druhé světové války tu byli pohřbení také sovětští vojáci.

## Osobnosti pohřbené na tomto hřbitově
- Karel Hojden (1893–1975) – grafik, malíř, ilustrátor a pedagog
- Hynek Klička (1815–1879) – poslanec, starosta a čestný občan Březových Hor

## Galerie

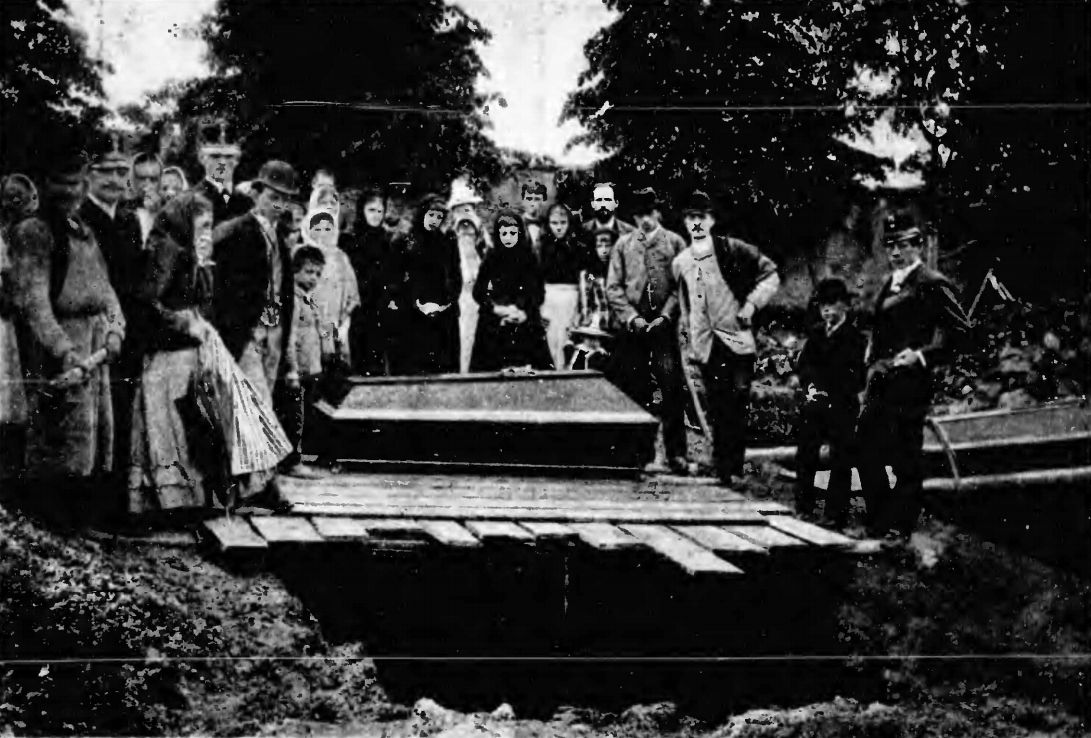
Hromadný pohřeb v roce 1892
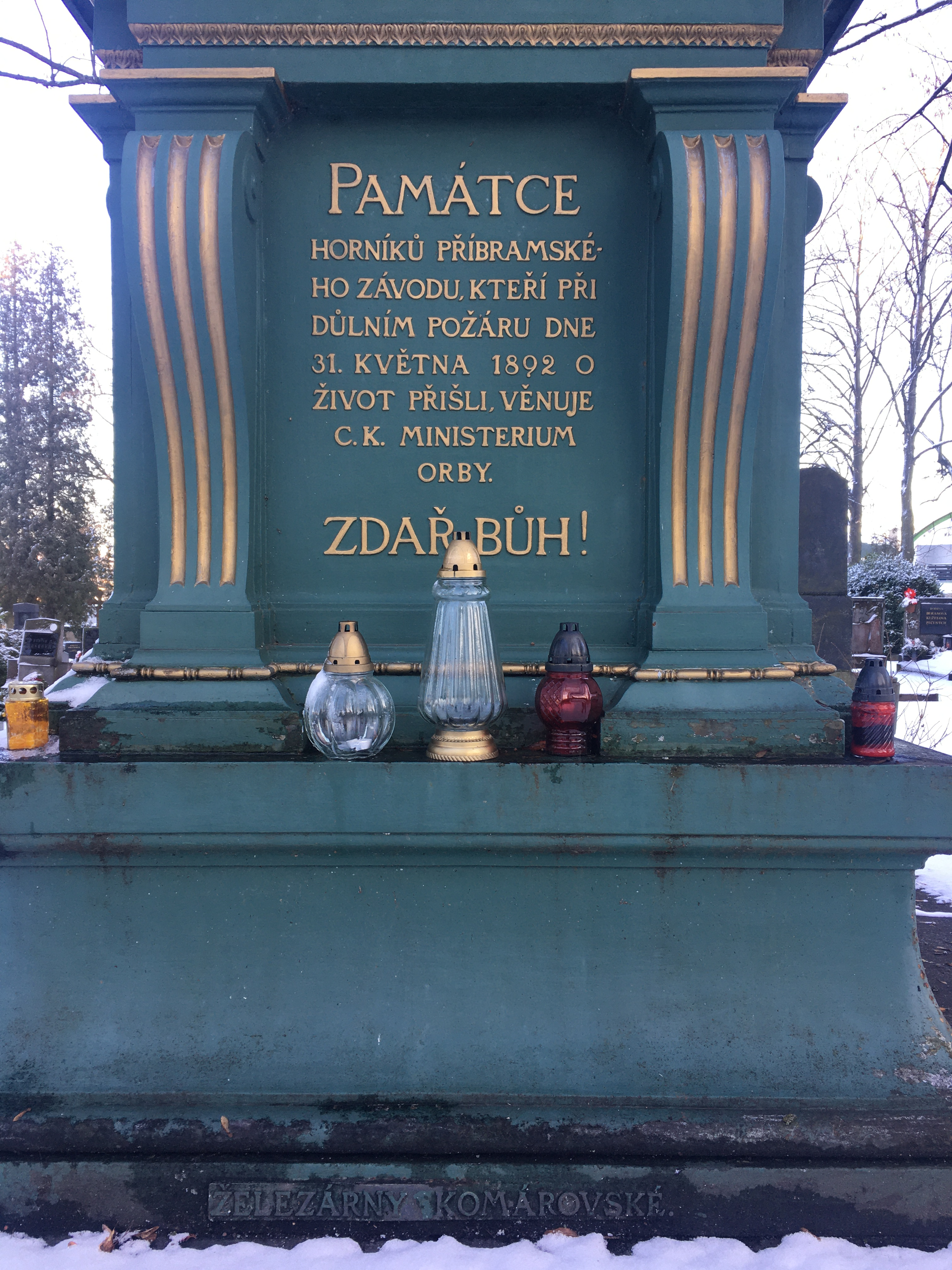
Památník 319 obětí požáru v dole Marie 31. května 1892
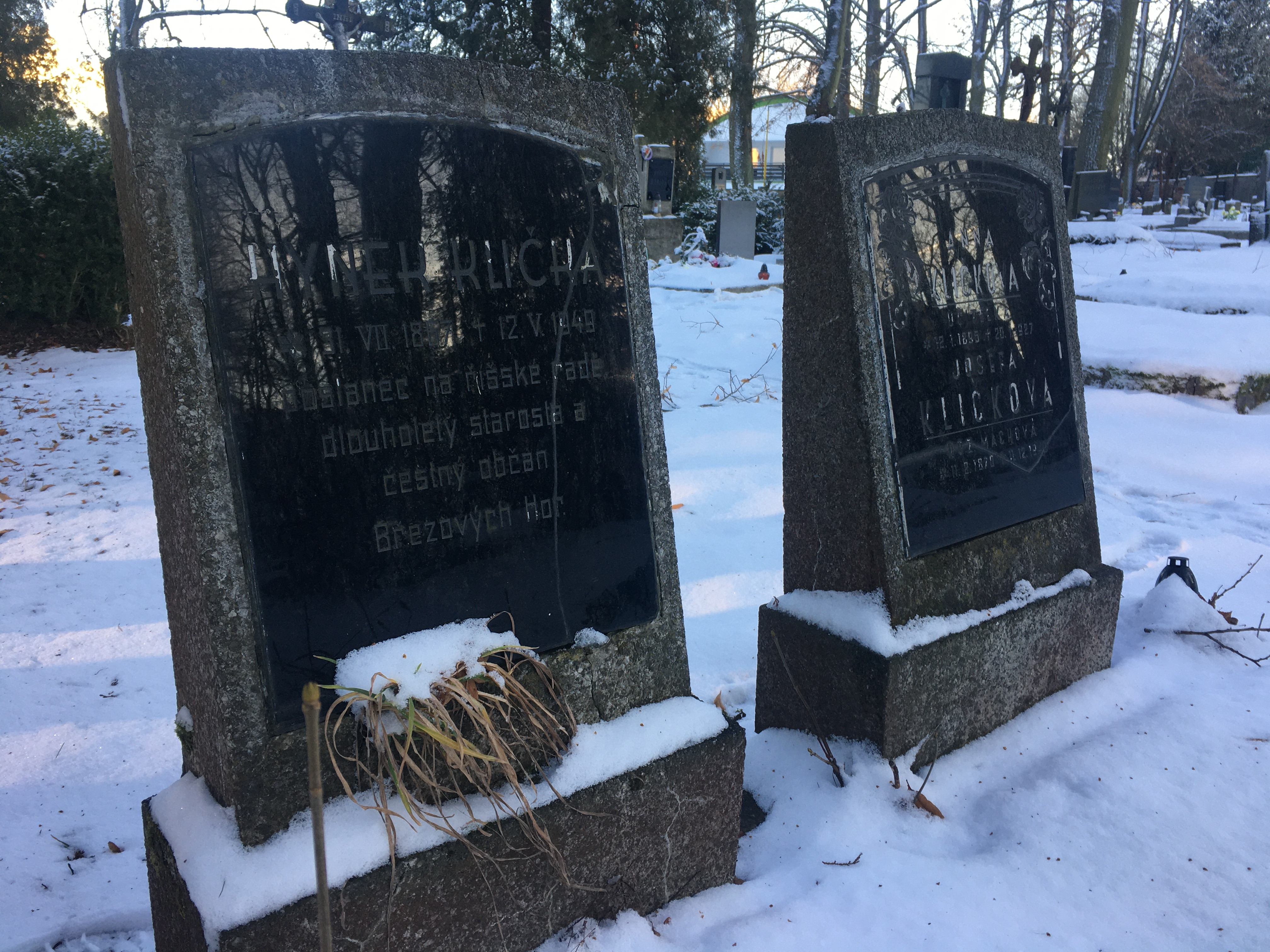
Hrob rodiny Hynka Kličky
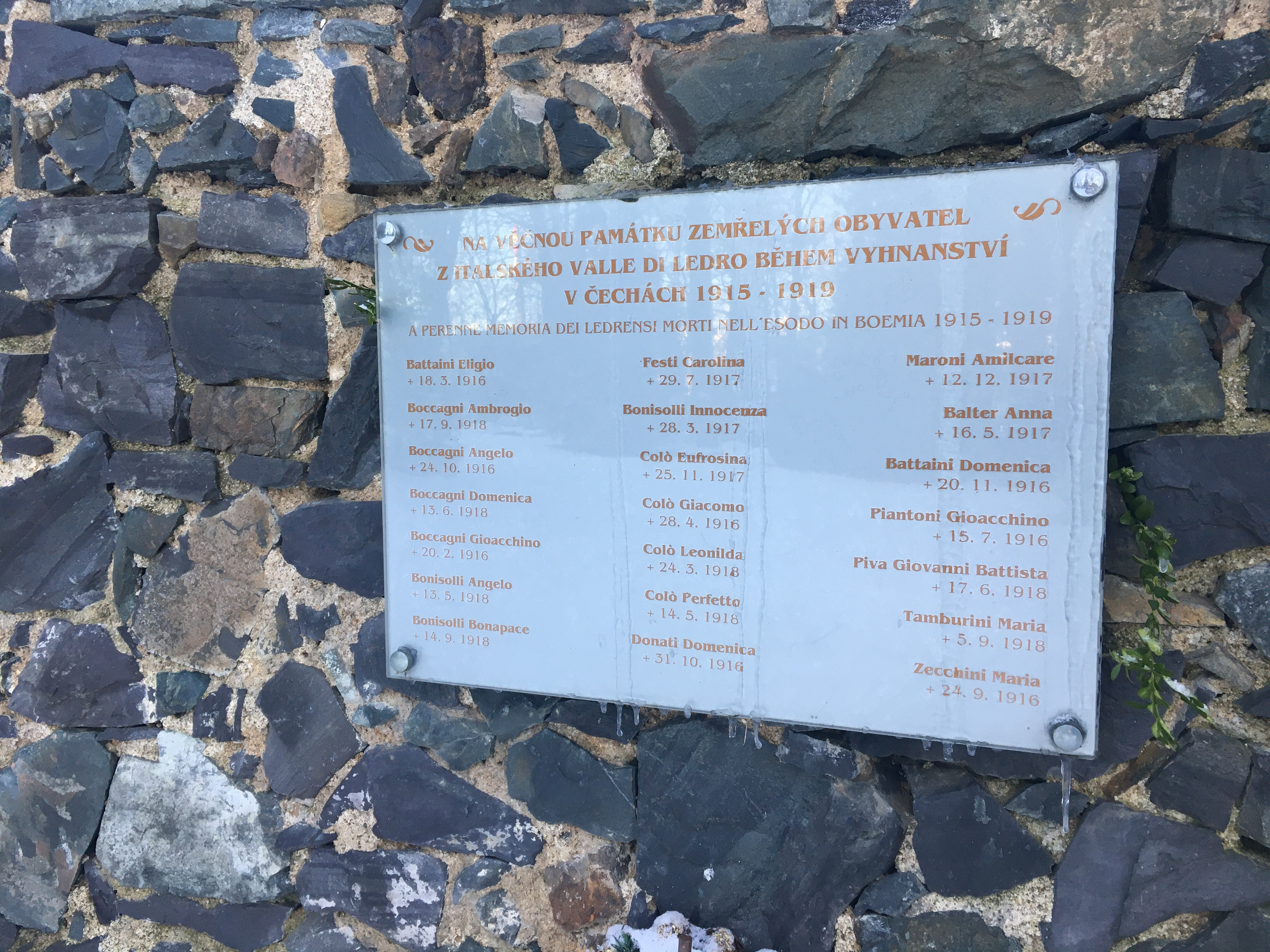
Náhrobek italských uprchlíků (1915–1919)
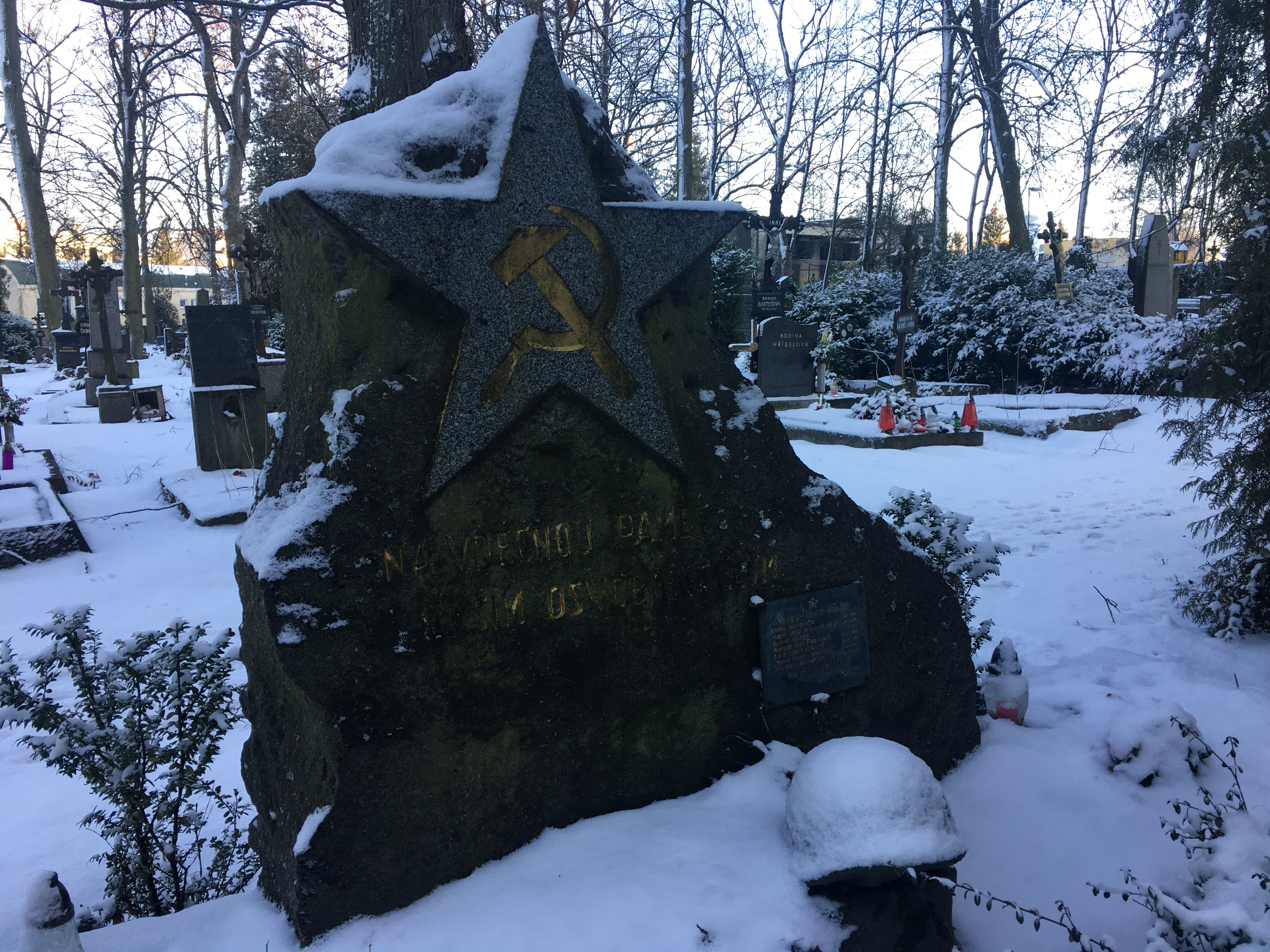
Sovětští vojáci (1945)
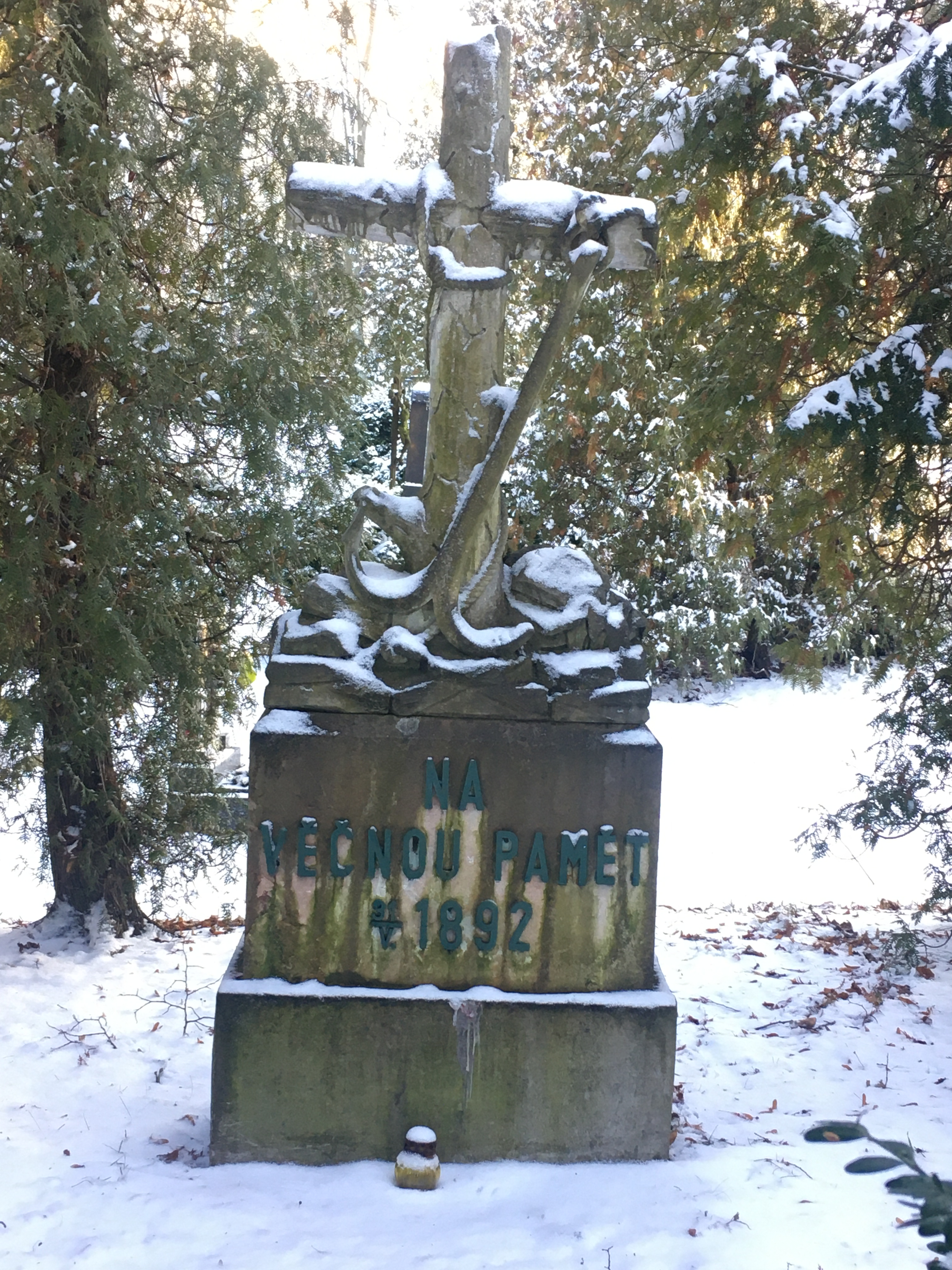
Pomník horníkům z roku 1892
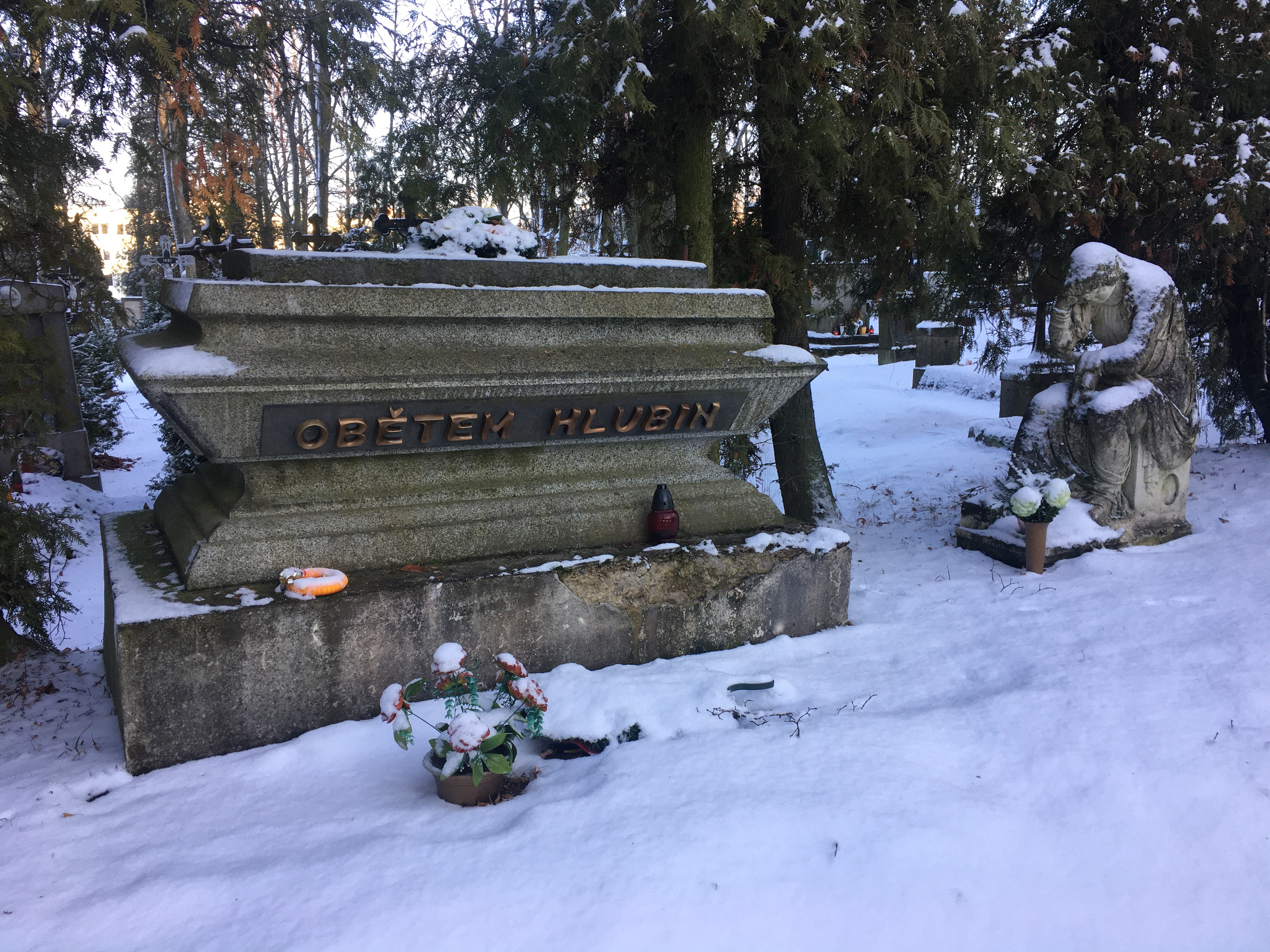
Pomník obětem hlubin
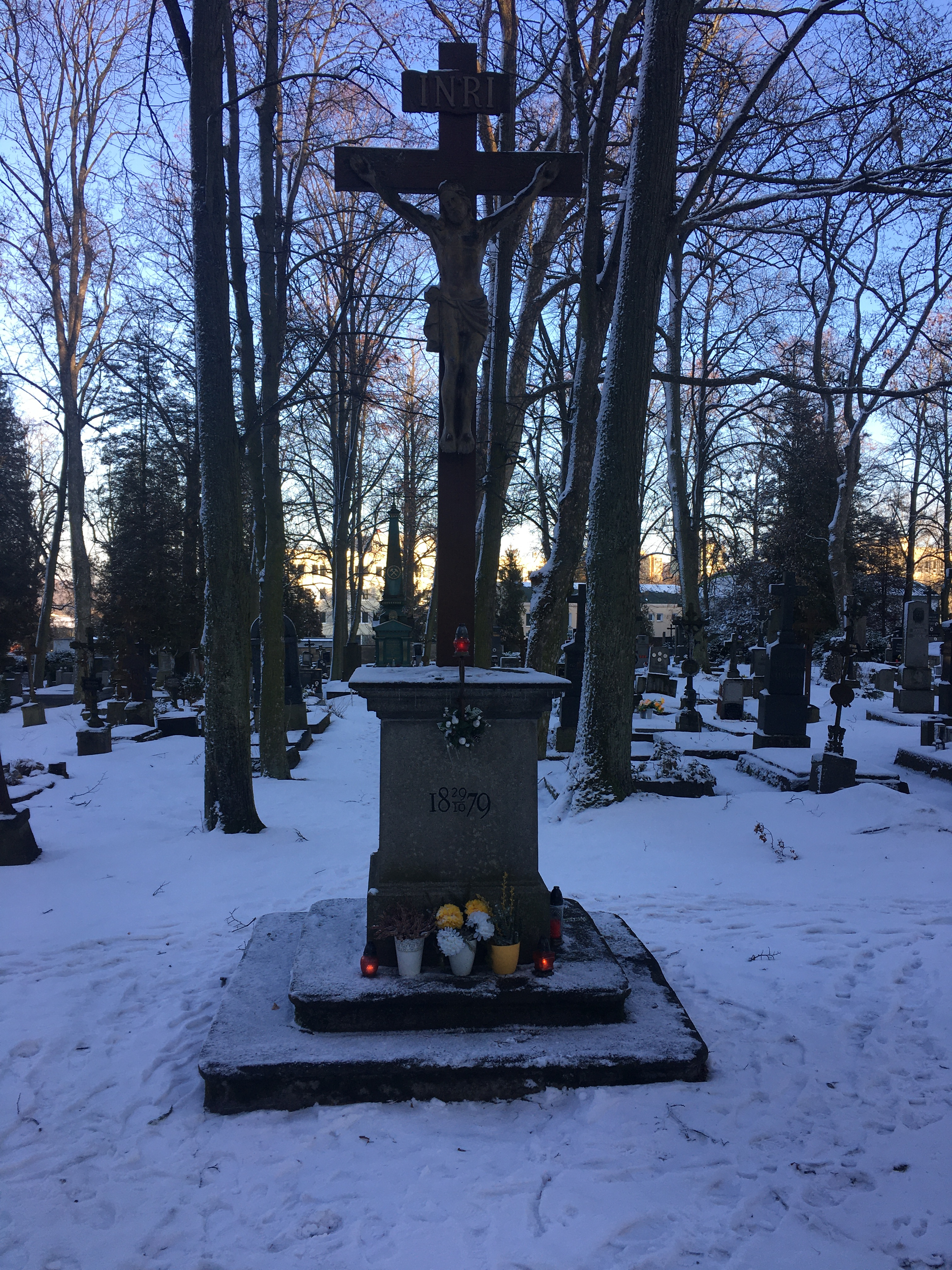
Kříž na památku zesnulých (29.10.1879)